# Alejandra Zaid
Alejandra Zaid Zapién (Ciudad de México, 26 de junio de 1998) es una actriz mexicana. 
Es conocida por sus apariciones en la serie de televisión antológica Lo que callamos las mujeres, así también como por su trabajo como actriz de reparto y en papeles episódicos en producciones como Bienes raíces (2010), Falsa identidad (2018-2020), Armas de mujer (2022), y Pacto de silencio (2023).

## Biografía y carrera
Alejandra Zaid Zapién nació el 26 de junio de 1998 en Ciudad de México. Desde su infancia aspiraba a estudiar actuación, siguiendo los pasos de su hermana mayor, la actriz Alicia Jaziz. En consecuencia a lo anterior, fue inscrita en el Centro de Formación Actoral (CEFAT), perteneciente a la televisora TV Azteca. Una vez graduada de dicho lugar, en 2008 debutó como actriz a los nueve años de edad, participando con un papel secundario en la serie de televisión Capadocia. Posteriormente, se dio a conocer en la serie antológica Lo que callamos las mujeres, en la que inicialmente intervino en 2009, y cinco años después regresó en episodios grabados entre 2014 y 2015. En 2022, coprotagonizó la serie de televisión Bocetos; no obstante, Zaid ha participado principalmente como actriz de reparto y con papeles episódicos en el transcurso de su filmografía, destacando por sus participaciones en Bienes raíces (2010), Vuelve temprano (2016), Por amar sin ley (2018), Un día para vivir (2022), Armas de mujer (2022), y Pacto de silencio (2023).
En 2024, se unió al reparto de la telenovela Marea de pasiones, producida por TelevisaUnivision. En marzo del mismo año, estrenó un sencillo titulado, «En mi». A inicios de abril, declaró que perseguiría una carrera como cantante, y al mismo tiempo, anunció sus intenciones de lanzar un EP de cuatro canciones.

## Discografía

### Sencillos
| Año  | Título | Discográfica   |
| 2024 | En mi  | Alejandra Zaid |

## Filmografía

### Cine
| Año  | Título         | Papel                  | Notas                       |
| ---- | -------------- | ---------------------- | --------------------------- |
| 2012 | Luna escondida | Miranda de adolescente |                             |
| 2014 | Gloria         | Carola                 | Estrenada en cines, en 2015 |
| 2021 | Forgiveness    | Aisha                  |                             |

### Televisión
| Año           | Título                               | Papel                          | Notas                                                  |
| ------------- | ------------------------------------ | ------------------------------ | ------------------------------------------------------ |
| 2008          | Capadocia                            | Niña colombiana                | Episodio: «Éxodo»                                      |
| 2008          | Decisiones                           | Sabrina                        | Episodio: «Al ataque»                                  |
| 2009          | A cada quien su santo                | Personaje desconocido          | Episodio: «San Judas mueve montañas»                   |
| 2009, 2014–15 | Lo que callamos las mujeres          | Varios personajes              |                                                        |
| 2010          | La loba                              | Ángeles Fernández Luna de niña | Aparición en la secuencia de apertura de la telenovela |
| 2010–11       | Bienes raíces                        | Regina Leyer                   |                                                        |
| 2011          | Emperatriz                           | Elena Mendoza de niña          | Aparición en la secuencia de apertura de la telenovela |
| 2015          | UEPA! Un escenario para amar         | Vanessa                        |                                                        |
| 2016          | Un día cualquiera                    | Angelina                       | Episodio: «Disparos»                                   |
| 2016–17       | Vuelve temprano                      | Sonia Juanes                   |                                                        |
| 2017          | Caer en tentación                    | Personaje desconocido          | Seis episodios                                         |
| 2018          | José José, el príncipe de la canción | Lorena Solares                 |                                                        |
| 2018          | Por amar sin ley                     | Alexa Arteaga                  |                                                        |
| 2018          | Noches con Platanito                 | Ella misma                     | Invitada                                               |
| 2018–2020     | Falsa identidad                      | Lourdes Almaraz                |                                                        |
| 2022          | Bocetos                              | Fernanda                       |                                                        |
| 2022          | Armas de mujer                       | Marta Cabello                  |                                                        |
| 2022          | Un día para vivir                    | Denise                         | Episodio: «El reto»                                    |
| 2023          | Pacto de silencio                    | Itzel Chaparro                 |                                                        |
| 2024          | Marea de pasiones                    | Roberta                        | [ 23 ]                                                 |